# Ралі (Флорида)
Ралі (англ. Raleigh) — переписна місцевість (CDP) в США, в окрузі Леві штату Флорида. Населення — 357 осіб (2020).

## Географія
Ралі розташоване за координатами 29°26′52″ пн. ш. 82°28′5″ зх. д. / 29.44778° пн. ш. 82.46806° зх. д. (29.447868, -82.468078).  За даними Бюро перепису населення США в 2010 році переписна місцевість мала площу 5,03 км², уся площа — суходіл.

## Демографія
Згідно з переписом 2010 року, у переписній місцевості мешкали 373 особи в 150 домогосподарствах у складі 100 родин. Густота населення становила 74 особи/км².  Було 181 помешкання (36/км²).
Расовий склад населення:
| - 55,2 % — чорних або афроамериканців - 41,8 % — білих - 1,3 % — корінних американців - 0,3 % — азіатів |

До двох чи більше рас належало 1,3 %. Частка іспаномовних становила 2,7 % від усіх жителів.
За віковим діапазоном населення розподілялося таким чином: 18,8 % — особи молодші 18 років, 62,2 % — особи у віці 18—64 років, 19,0 % — особи у віці 65 років та старші. Медіана віку мешканця становила 47,8 року. На 100 осіб жіночої статі у переписній місцевості припадало 92,3 чоловіків;  на 100 жінок у віці від 18 років та старших — 84,8 чоловіків також старших 18 років.
Цивільне працевлаштоване населення становило 46 осіб. Основні галузі зайнятості: мистецтво, розваги та відпочинок — 28,3 %, роздрібна торгівля — 21,7 %, освіта, охорона здоров'я та соціальна допомога — 19,6 %.